# Tantes Fødselsdag
Tantes Fødselsdag er en dansk stumfilm fra 1907 produceret af Nordisk Films Kompagni og instrueret af Viggo Larsen.